# Saint-Disdier
Saint-Disdier foi uma comuna francesa na região administrativa da Provença-Alpes-Costa Azul, no departamento de Altos-Alpes. Estendia-se por uma área de 45,89 km². Em 2010 a comuna tinha 136 habitantes (densidade: 3 hab./km²).
Em 1 de janeiro de 2013, passou a formar parte da nova comuna de Dévoluy..